# Loreley

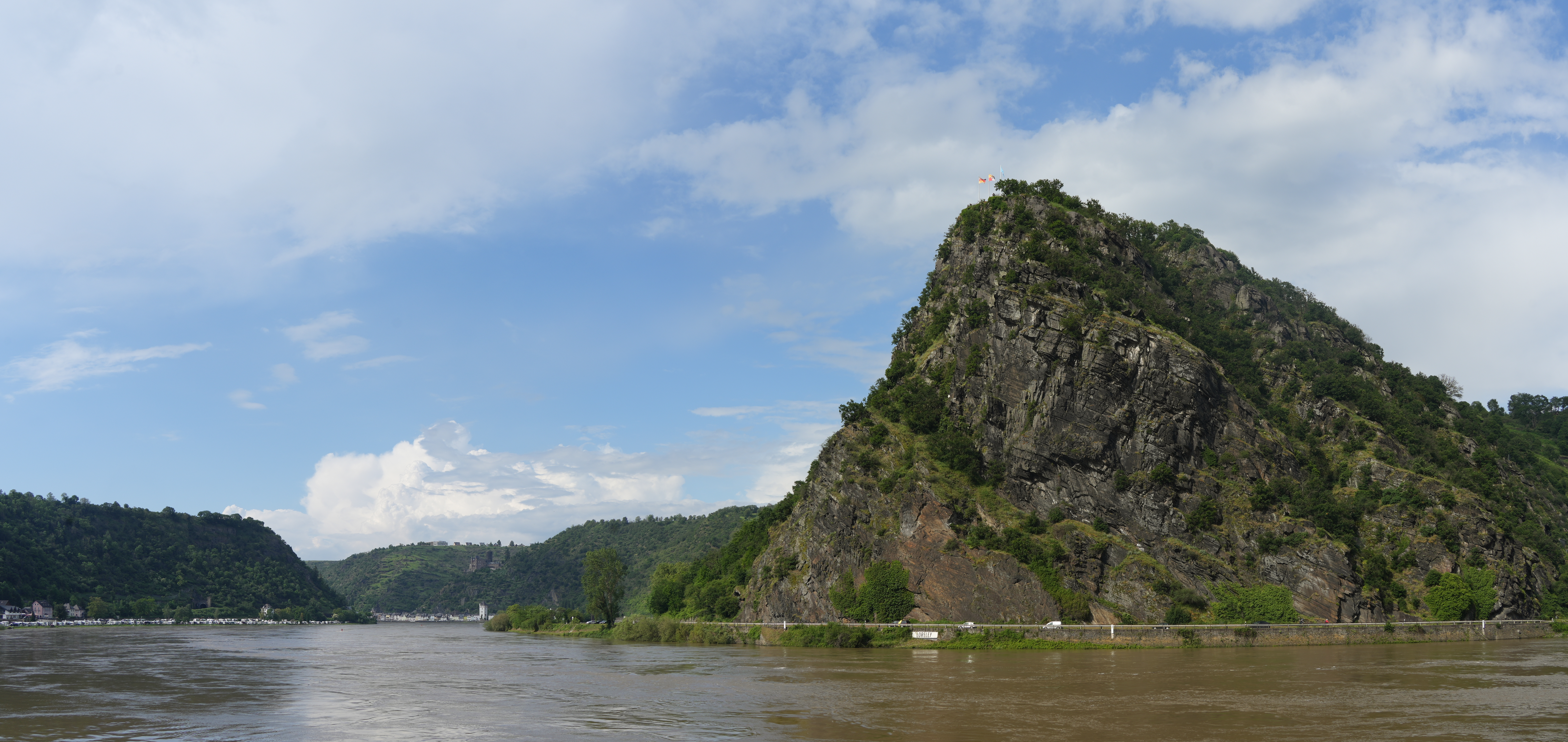
Blick vom linken Rheinufer bei St. Goar auf die Loreley

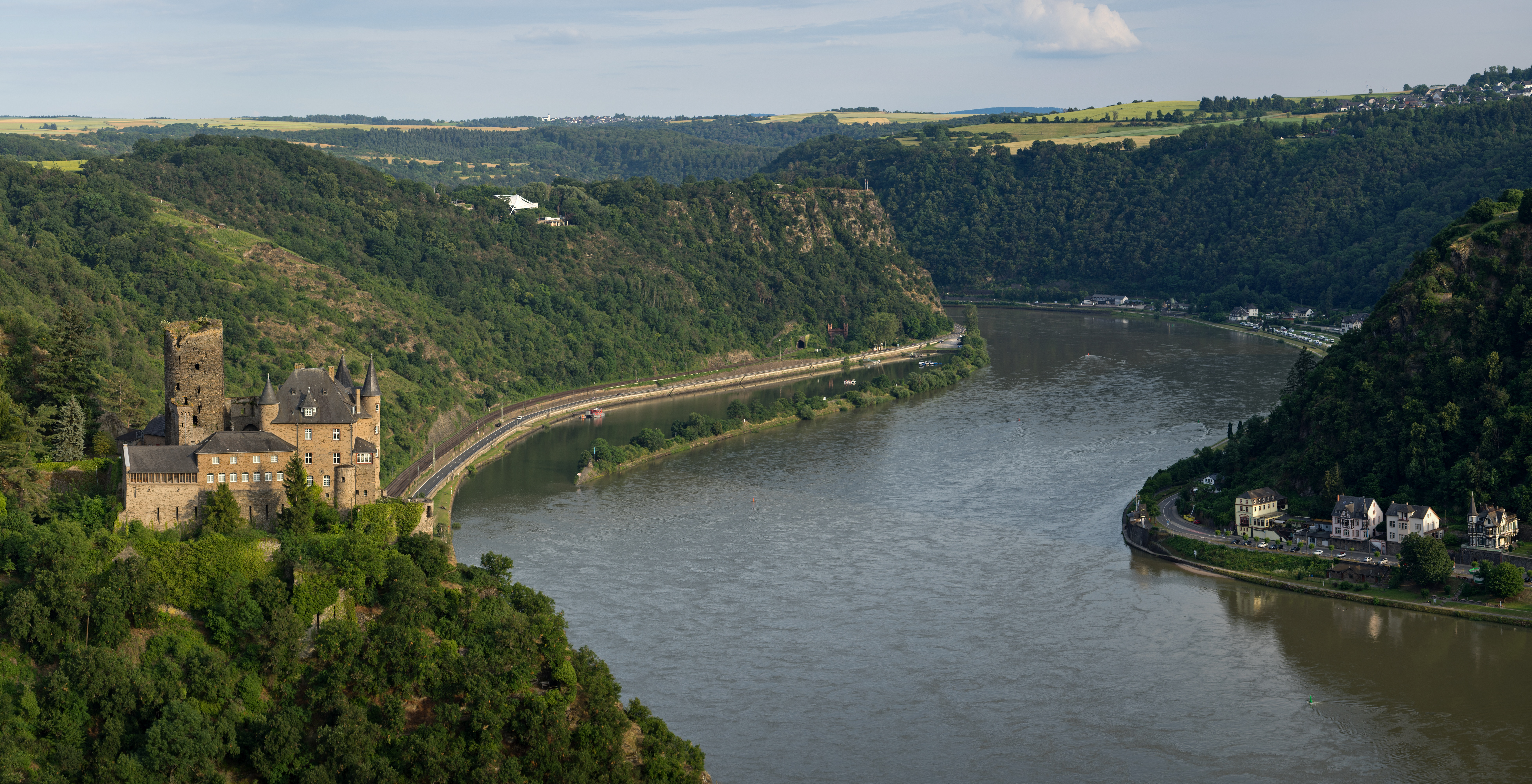
Loreley mit Loreleyhafen von Nordwesten, im Vordergrund Burg Katz

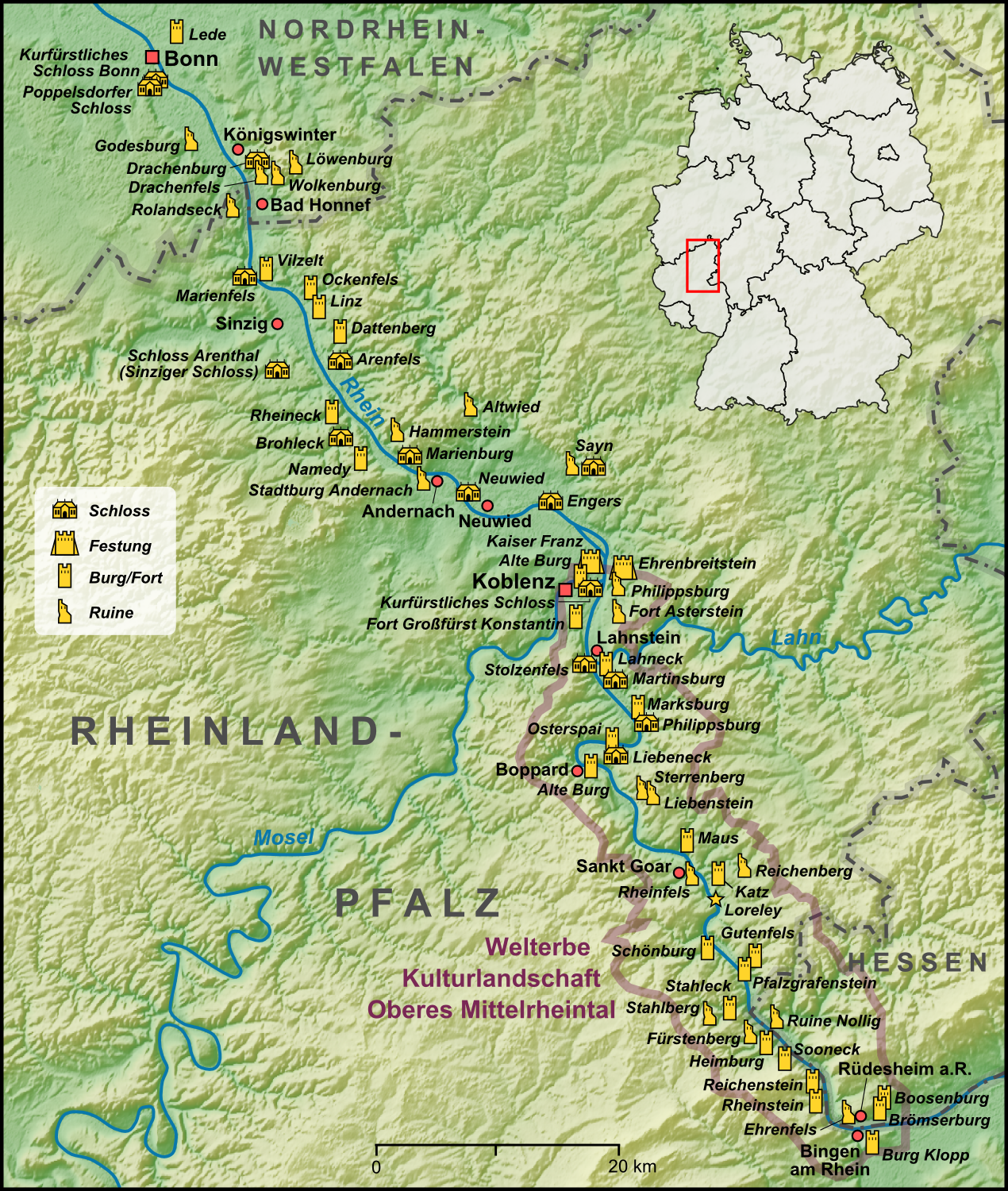
Lage der Loreley in der Mitte des umrissenen Gebietes des UNESCO-Welterbes Oberes Mittelrheintal

Die Loreley ist eine 132 Meter hohe Schieferfelswand bei Sankt Goarshausen in Rheinland-Pfalz, an der tiefsten und engsten Stelle des Mittelrheins gelegen. Sie ragt am rechten Ufer des Rheins bei Stromkilometer 555 bis auf 193,14 m ü. NN steil in die Höhe und bietet eine weite Aussicht auf die Flussschleife bei Sankt Goarshausen und die Burg Katz.

## Touristische Attraktion
Wanderern und Touristen gilt die Loreley als Inbegriff der Rheinromantik und ist ein beliebtes Ausflugsziel. Auch das UNESCO-Welterbe Oberes Mittelrheintal wird als „Tal der Loreley“ bezeichnet.
Zur Romantisierung und damit zur heutigen touristischen Bedeutung des Felsens trug wesentlich das Kunstmärchen Lore Lay bei, das Clemens Brentano 1801 in seinem Roman Godwi in Balladenform erzählte. Die Protagonistin ist eine schöne Zauberin oder Nixe, die auf dem Felsen sitzt und Männern das Verderben bringt. Brentanos Erfindung wurde sofort stark rezipiert, so dass sie schon vor der Mitte des 19. Jahrhunderts als Volkssage galt, als „Märchen aus alten Zeiten“ wie es in Heinrich Heines Gedicht Die Lore-Ley heißt. Die Schein-Sage ist eng mit Mythologemen verknüpft, die schon aus der griechischen Mythologie bekannt waren, etwa mit dem der Nymphe Echo, die in einen Felsen verwandelt wird, mit dem des Zauberblicks, der wehrlos macht, oder mit dem des für Schiffer verderblichen Gesangs der Sirenen.
Wenige hundert Meter vom Aussichtspunkt entfernt wurde 1939 die Freilichtbühne Loreley erbaut, auf der regelmäßig Großveranstaltungen wie z. B. Rockkonzerte stattfinden.

## Etymologie

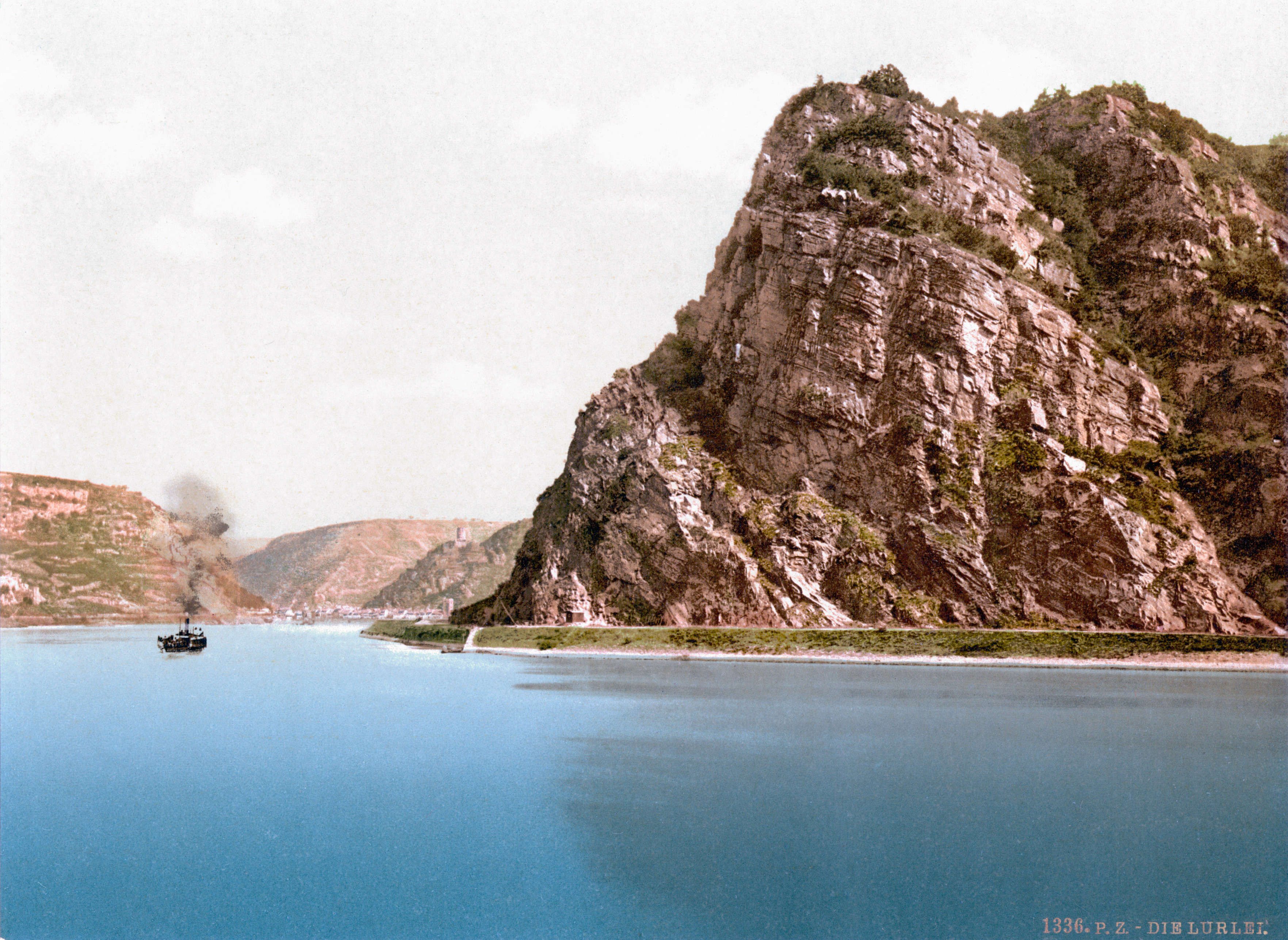
Loreley um 1900

Neben „Loreley“ gibt es noch andere Namensvarianten, etwa Lorelei, Loreleï, Lore Lay, Lore-Ley, Lurley, Lurelei oder Lurlei. Vor dem 19. Jahrhundert wurde der Fels auch noch mit dem männlichen Artikel als der Lurlei, der Lorley oder der Lurleberch in zahlreichen weiteren Schreibweisen bezeichnet.
Die Herkunft des Namens ist ungeklärt. Fest steht nur, dass seine letzte Silbe auf das ursprünglich keltische Ley zurückgeht, mit dem im Rheinland häufig (Schiefer-)Fels oder Stein bezeichnet wurden.
Über den Ursprung des Namensbestandteils „Lore“ gibt es unterschiedliche Theorien. Einige davon bringen ihn mit Geräuschen der Umgebung in Verbindung. So soll es früher ein starkes siebenfaches Echo gegeben haben, für das Zwerge verantwortlich gemacht wurden, die der Sage nach im Inneren des Felsens hausten. Auch das Rauschen des Galgenbach-Wasserfalls gegenüber der Loreley und der starken Strömung des Rheins, die sich früher an den Riffen und Untiefen nahe der Loreley brach, wurde als Echo von den vielen Felsüberhängen nach unten reflektiert und erschien so, als ob es vom Felsen selbst herstammte.
All dies könnte auf die Ableitung vom mittelhochdeutschen Wort lorren oder lurren für „heulen“ oder „schreien“ hindeuten. Die Bedeutung „schreiender“ oder „heulender Felsen“ könnte aber darauf zurückgehen, dass in der gefährlichen Flusspassage an der Loreley viele Schiffer ums Leben kamen. Auch das rheinische Wort luren für „summen“ wurde als Erklärung vorgeschlagen. Dies ließe sich als das Summen des Wassers entlang der Felsenriffe deuten.
Eine weitere mögliche Erklärung bietet das mittelhochdeutsche luren für „lauern“, das im Rheinischen aber auch einfach nur „schauen“ oder „gucken“ bedeutet. „Loreley“ könnte also „Lauer-“ oder „Ausguckfelsen“ bedeuten.

## Lage und Umgebung
Der Felsen liegt im Zentrum des Naturraums St. Goarer Tal als Teil der naturräumlichen Haupteinheit Oberes Mittelrheintal. Administrativ gehört er zur Verbandsgemeinde Loreley im Rhein-Lahn-Kreis. Während das Plateau Teil der Ortsgemeinde Bornich ist, gehören die umgebenden Steilhänge zum Stadtgebiet von Sankt Goarshausen.
Für die Schifffahrt war die Loreleypassage früher einer der gefährlichsten Streckenabschnitte auf dem Rhein. Das oberhalb des Kammerecks noch 300 Meter breite Flussbett wird durch die Felsbarrieren kurz vor der Loreley, am Betteck, auf 145 Meter eingeengt. Bei der Loreley selbst ist der Rhein 160 Meter breit und war bis zu 25 Meter tief. Dies ist die engste und tiefste Stelle des Rheins auf seinem gesamten schiffbaren Abschnitt zwischen Basel und Rotterdam. Tiefer ist nur das St.-Anna-Loch zwischen der Schweizer Stadt Rheinfelden und dem deutschen Rheinfelden  mit 32 Metern. Hingegen weichen die beiden Flussufer direkt stromabwärts, am Loreleyhafen, für eine kurze Strecke wannenartig wieder bis 400 Meter weit auseinander. Bei Sankt Goar und Sankt Goarshausen ist dann der Strom meist 250 Meter breit. Der Rhein windet sich in engen Kurven durch das Felsmassiv.

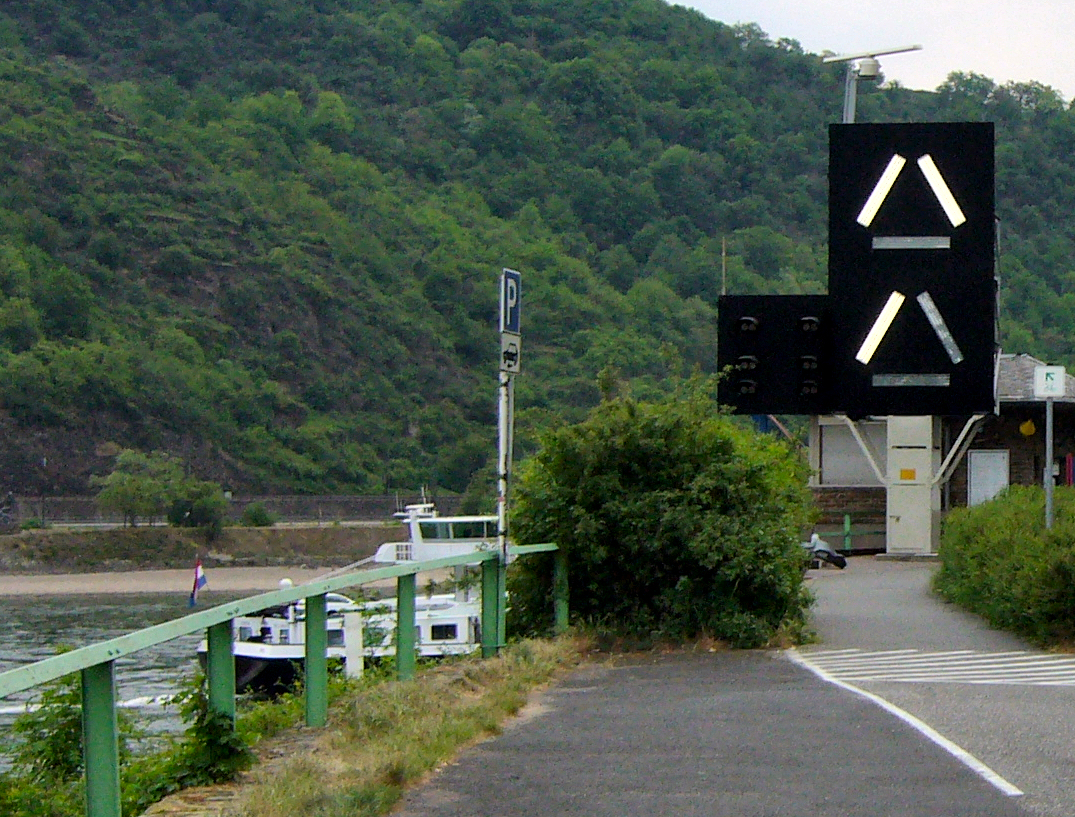
Signalstelle Bankeck, St. Goar

Daher und aufgrund starker Strömungen wird die Rheinschifffahrt vom Bankeck in Sankt Goar bis nach Oberwesel durch Lichtsignalstellen geregelt. Einige Felsen an der Loreley wurden jedoch in den 1930er Jahren gesprengt, so dass die Passage viel von ihrer früheren Gefährlichkeit verloren hat. Dennoch waren bis zu den 1980er Jahren auf der Strecke St. Goar bis Bingen am Rhein Lotsen tätig.
Die rechtsrheinische Eisenbahnlinie führt am Roßstein, gegenüber von Oberwesel, und im Loreleyfelsen durch Tunnel.

## Geschichte
Schon im Mittelalter war die Loreley ein bekannter Ort, zum einen wegen des markanten Felsens als Wegmarke, zum anderen wegen der für die Schifffahrt gefährlichen Stelle. Neben dem Binger Loch war hier, ein Stück rheinabwärts Richtung St. Goarshausen/St. Goar etwa in Höhe des heutigen Campingplatzes, die gefährlichste Stelle für die Rheinschifffahrt. An dieser Stelle lag mit dem Grünsgrund eine Sandbank im Rhein, auf deren linker Seite das Wasser über das „Gewerre“ (quer im Fluss liegende Felsrippen) stürzte, während es auf der anderen Seite ruhig abfließen konnte. Die verschieden schnell fließenden Wassermassen trafen sich hinter der Sandbank, wodurch dort starke Strudel entstanden, die manchem Schiffer zum Verhängnis wurden. Bevor im letzten Jahrhundert die meisten Riffe gesprengt wurden, hatten die Schiffer ihre Mannschaften vor dem Passieren der Loreley durch drei Glockenschläge zum Gebet aufgefordert. Aus diesem Grund ließ sich hier der heilige Goar nieder, der versuchte, Schiffbrüchige zu retten und zu pflegen.
Seit dem Jahr 1395 sind auf dem Felsen Weinberge der Katzenelnbogener Grafen nachweisbar.

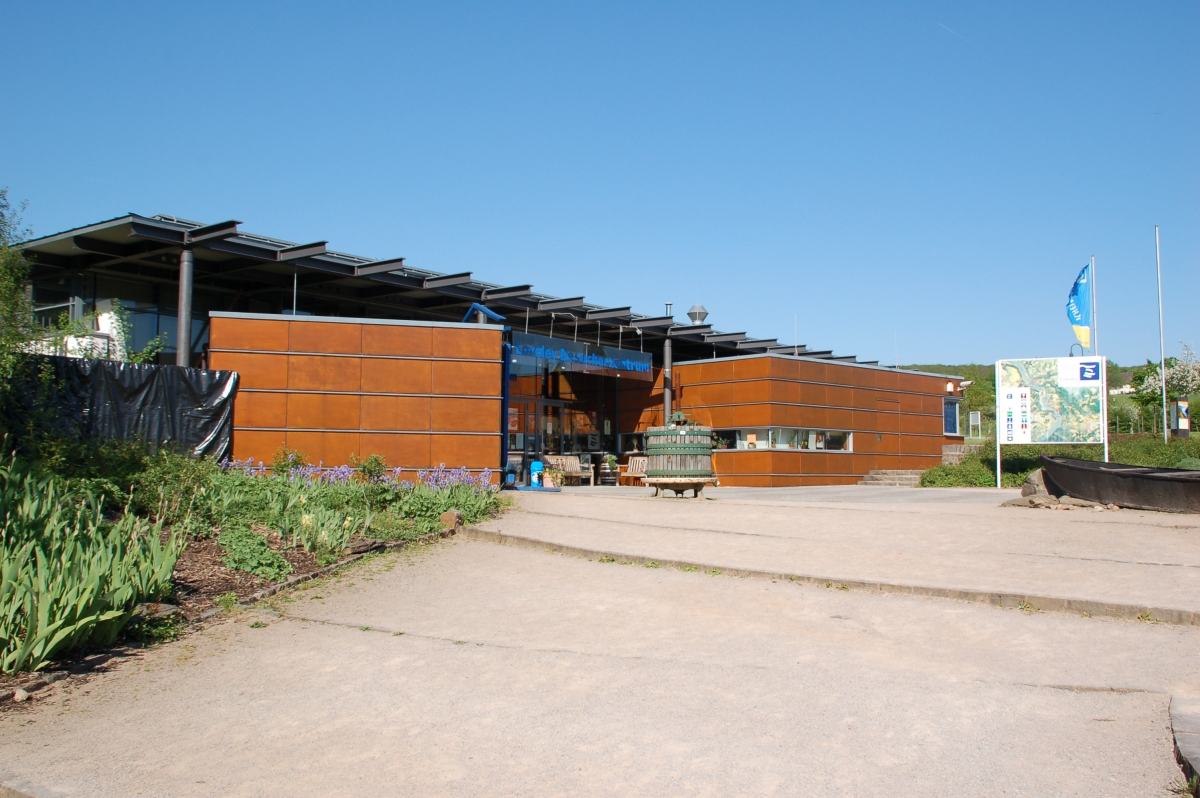
Besucherzentrum mit Museum

Seit dem Jahr 2000 besteht ein Besucherzentrum mit Museum. Es informiert vor Ort über Kultur, Wirtschaft und Natur dieser Region.
Ab 2016 wurde auf dem Plateau zwischen Freilichtbühne und Felsenspitze der Kultur- und Landschaftspark Loreley eingerichtet und im April 2019 eröffnet. Dabei wurde vor allem das nahe der Felsenspitze stehende Berghotel „Auf der Loreley“ abgerissen. Ein breiter befestigter „Strahlenweg“ führt nun geradewegs vom Parkplatz zum Felsen, umschlängelt von einem „Mythenpfad“. Die Aussichtspunkte wurden besser erreichbar gestaltet und mit Geländern gesichert. Der Park ist bei freiem Eintritt durchgehend geöffnet.
Nordöstlich der Freilichtbühne wurde 2013 die Sommerrodelbahn Loreley eröffnet, nach mehrjährigen Diskussionen zwischen Politik, Bürgern und Umweltschützern. Die UNESCO hat inzwischen ihren Abbau gefordert, da sie im UNESCO-Weltkulturerbe Oberes Mittelrheintal liegt.

## Schiffsunglücke

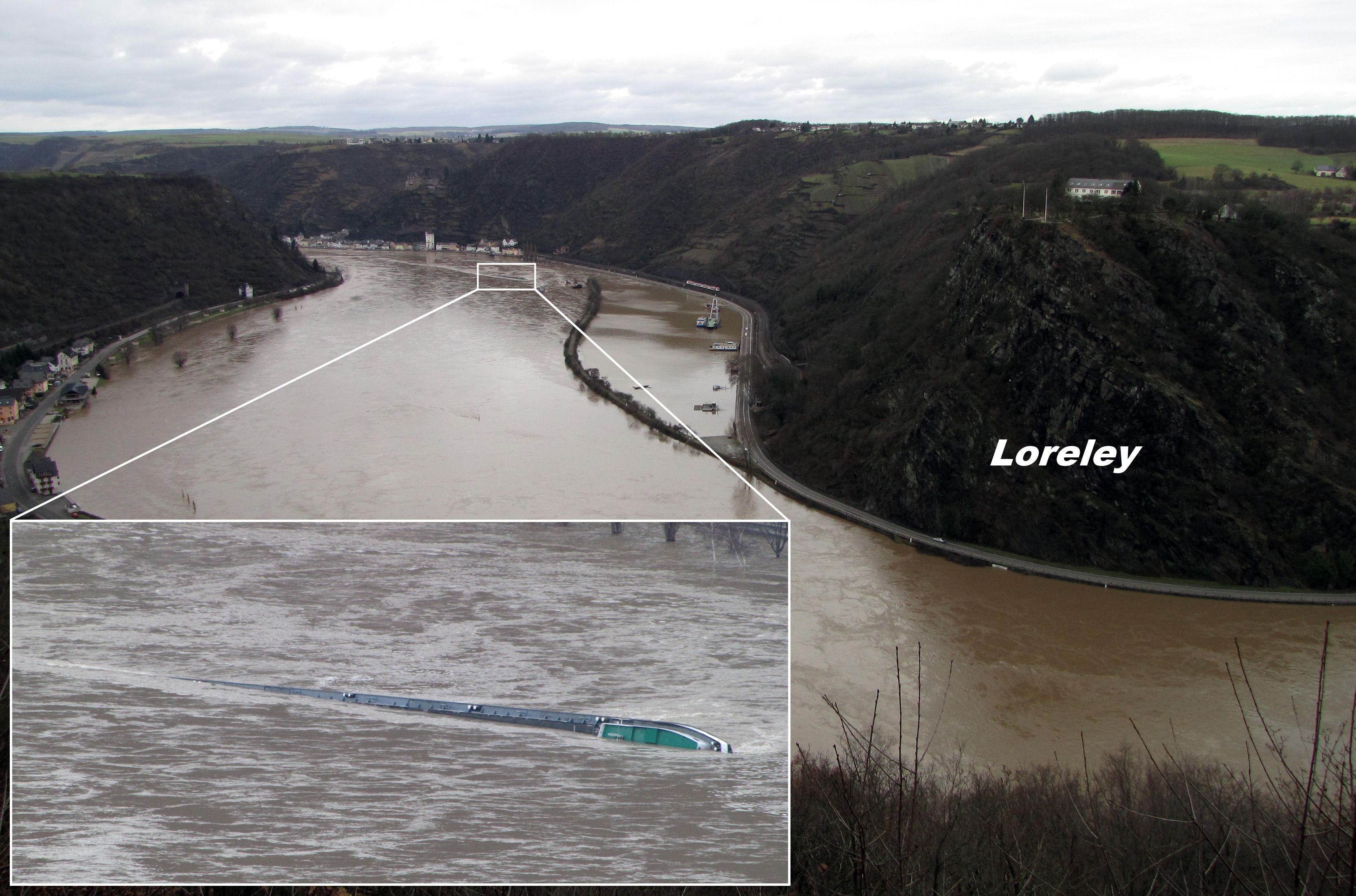
Das am 13. Januar 2011 auf dem Rhein bei St. Goar nahe der Loreley gekenterte Tankmotorschiff Waldhof

Auch wenn die gefährlichsten Felsen im Fahrwasser gesprengt wurden, ist die Fahrt durch die Loreley-Passage immer noch mit einem besonderen Risiko verbunden, vor allem bei außergewöhnlichen Wasserständen.
So lief am 28. September 2003 bei extremem Niedrigwasser das Fahrgastschiff RheinVision, ex. Loreley der Köln-Düsseldorfer Deutsche Rheinschiffahrt AG (KD) mit 349 Passagieren und elf Besatzungsmitgliedern an Bord bei der Talfahrt auf Grund. Bei einem Tiefgang von 1,24 m und einer Tiefe der Fahrrinne von 1,44 m hatte das Schiff aus ungeklärter Ursache zunächst eine Grundberührung, welche die zum Antrieb und zur Steuerung dienenden Twinpropeller ausfallen ließ. Das manövrierunfähige Schiff lief sodann in der scharfen Rechtsbiegung des Flusses direkt in Höhe des Loreleyfelsens auf das linke Ufer auf. Bei dem abrupten Stopp wurden 41 Personen an Bord verletzt, davon drei schwer. Das Schiff musste evakuiert und freigeschleppt werden. Nach dem Unglück stellte die KD vorsorglich für die Dauer des Niedrigwassers alle Fahrten zwischen St. Goar und Rüdesheim ein. Der Pegel Kaub stand zum Unglückszeitpunkt auf dem Rekordtiefstand von 35 Zentimetern.
Am 13. Januar 2011 kenterte das mit 2400 Tonnen konzentrierter Schwefelsäure beladene Tankmotorschiff Waldhof ebenfalls bei der Talfahrt in Höhe des Loreleyfelsens und blieb auf der Backbordseite vor St. Goarshausen liegen. Ein Gutachten ergab später, dass die durch unsachgemäße Beladung verursachte geringe Stabilität des Schiffs zur Havarie geführt hatte. Von den vier Besatzungsmitgliedern konnten zwei aus dem vier Grad kalten Wasser gerettet werden, die anderen beiden starben. Zum Zeitpunkt des Unglücks herrschte auf dem Rhein Hochwasser. Der Pegel Kaub stand um 13 Uhr mit 5,72 m deutlich unter der Hochwassermarke II (Pegelstand 6,40 m), bei deren Überschreiten die Schifffahrt eingestellt wird. Infolge des Unfalls musste der Rhein in Höhe des havarierten Schiffs, das erst am 13. Februar geborgen werden konnte, für Wochen gesperrt werden, was zu einem erheblichen Stau auf der Wasserstraße führte.
Dieser Rheinabschnitt ist wegen seines von Untiefen begleiteten engen Fahrwassers und der scharfen Kurven bei starker Strömung eine bleibende Gefahr für die Schifffahrt. Daher gibt es mit der Wahrschau am Mittelrhein ein System zur Koordination des Schiffsverkehrs.

## Die Kunstsage und ihre Bearbeitungen

### Überblick
Bereits im Mittelalter wurden Zwerge, Nymphen oder Berggeister für die gefährlichen Strömungen und die Echos am Loreleyfelsen verantwortlich gemacht. Von einer Frauengestalt namens Loreley ist aber zunächst noch nicht die Rede.

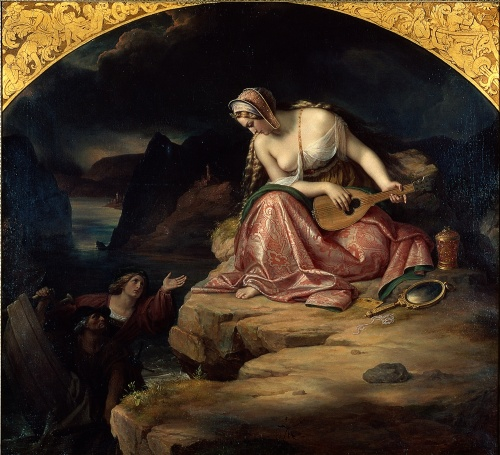
Lurelei, Gemälde von Carl Joseph Begas, 1835

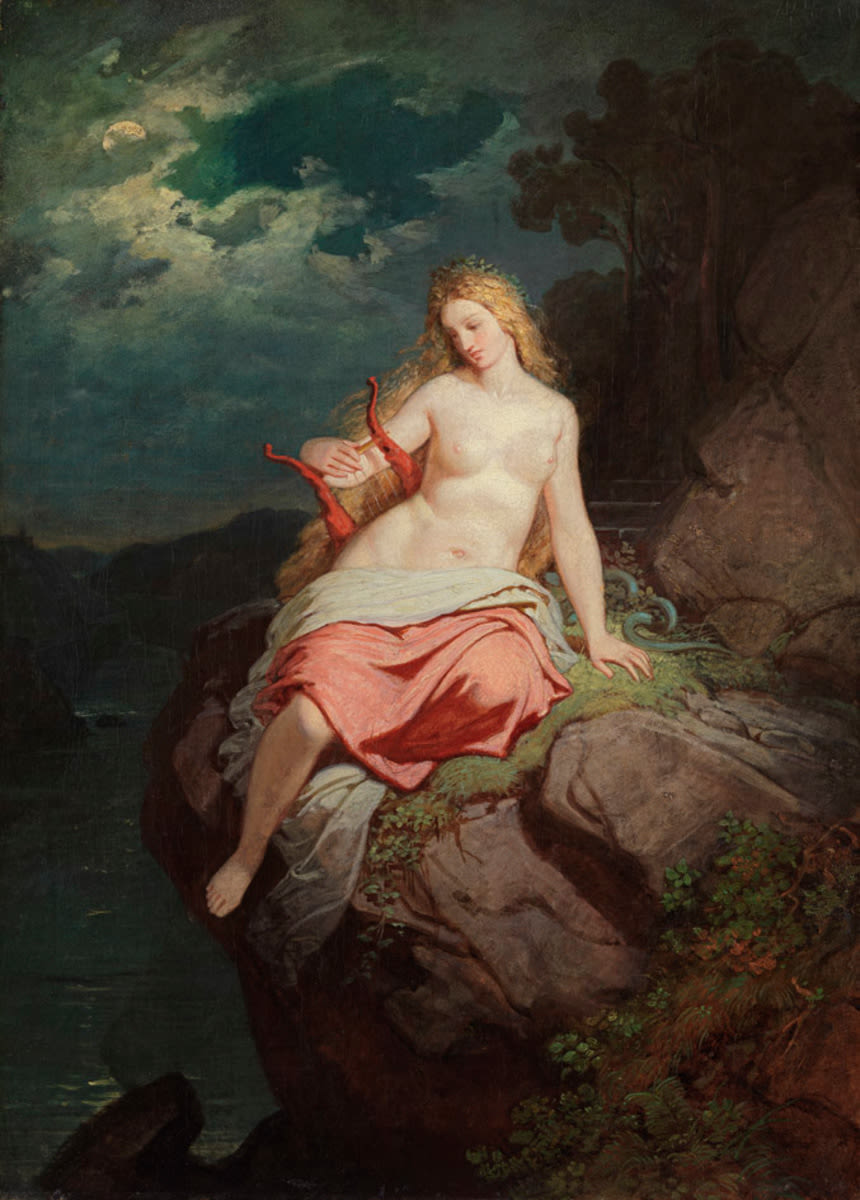
Die Loreley, Gemälde von Philipp Foltz, 1850

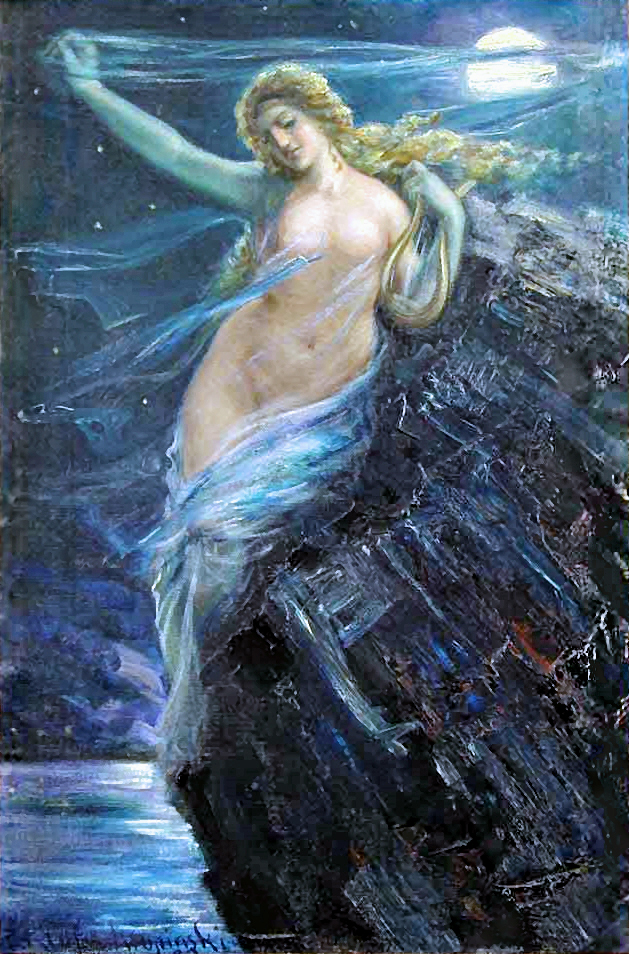
Loreley, Gemälde von Emil Krupa-Krupinski, 1899

Der Erste, der den Felsennamen auf eine Person übertrug und damit eine Kunstsage schuf, war der Dichter Clemens Brentano; die Entstehung des Echos am Loreley-Felsen fand damit eine neue Erklärung. Wahrscheinlich verband er den Echofelsen mit dem antiken Mythos der Nymphe Echo, die aus Gram über ihre verschmähte Liebe zu Narziss zu einem Felsen erstarrte, von welchem fortan ihre Stimme als Echo ertönte. Clemens Brentano schrieb in seinem Roman Godwi oder Das steinerne Bild der Mutter (1801–1802) eine Ballade über Lore Lay, eine eponyme Frau, die aufgrund ihrer Anziehungskraft auf Männer für eine Zauberin gehalten wird und sich schließlich aus Liebeskummer vom gleichnamigen Felsen stürzt. Die Sage von der Loreley entspricht thematisch dem romantischen Weltbild. Beliebte Schauplätze romantischer Dichtungen sind nebelverhangene Waldtäler, Flüsse, Ruinen, alte Burgen, Höhlen und Berginneres. Dies sind auch die von Brentano verwendeten Schauplätze.
Diese Ballade Brentanos gab den Anstoß zu weiteren Erzählungen mit einer gleichnamigen weiblichen Gestalt am gegebenen Ort. Unter anderem gibt es Balladenfassungen von Joseph von Eichendorff (vertont von Robert Schumann in seinem Liederkreis op. 39), Otto von Loeben und anderen. Am berühmtesten ist das Gedicht von Heinrich Heine. Es prägte die Figur der Loreley als eine Art Nixe, die gleich einer Sirene durch ihren Gesang und ihre Schönheit die Rheinschiffer in ihren Bann zieht, woraufhin diese durch die gefährliche Strömung und die Felsenriffe umkommen.

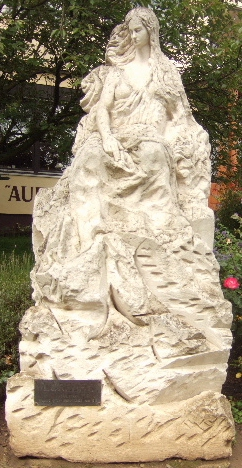
Loreley, Skulptur von Mariano Pinton, 1979; Standort: Loreley

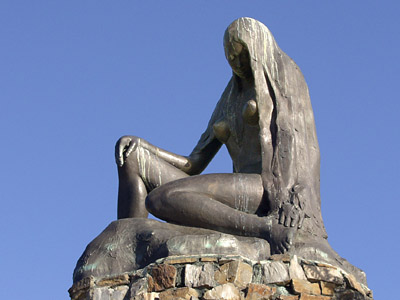
Loreley, Bronzestatue von Natasha Alexandrowna Prinzessin Jusoppow, 1983; Standort: Loreleyhafen (Geschenk der Künstlerin an die Stadt Sankt Goarshausen)

### Clemens Brentanos Ballade
Clemens Brentano schrieb 1801 in der Ballade Zu Bacharach am Rheine … (ursprünglich Teil des Romans Godwi oder Das steinerne Bild der Mutter) von einer Zauberin, die auf Grund ihrer Schönheit allen Männern den Verstand raubt und ihnen schließlich stets den Tod bringt. Deshalb soll sie als Hexe von geistlicher Gewalt zum Tode verurteilt werden. Lore Lay ist sich ihrer Wirkung bewusst und dieses Umstands müde – seit ihr Liebster sie betrogen hat und sie in ihrem „Zauberkreis“ verderben muss, wünscht sie sich zu sterben. Der Bischof bringt jedoch aufgrund von Lore Lays Schönheit ein Todesurteil nicht über die Lippen und schickt sie stattdessen in ein Kloster. Auf der Reise dorthin, begleitet von drei Rittern, bittet Lore Lay an einem großen Felsen, diesen erklimmen und noch einmal von oben den Rhein betrachten zu dürfen. Sie besteigt den Felsen und stürzt sich hinab. In einer Fußnote wird direkt Bezug genommen auf den Loreley-Felsen bei Bacharach am Rhein.
Die Ballade beginnt so:
Zu Bacharach am Rheine

Wohnt’ eine Zauberin,

Sie war so schön und feine

Und riß viel Herzen hin.

Und brachte viel zuschanden

Der Männer rings umher,

Aus ihren Liebesbanden

War keine Rettung mehr.
Gestützt hat sich Brentano bei der Konzeption seines Gedichts auf eine im Jahre 1631 veröffentlichte versifizierte Paraphrase der Ovidschen „Metamorphosen“, die sich in seinem Besitz befand und die er für mehrere lyrische Passagen seines Romans Godwi herangezogen hat. Am Anfang der Wirkungsgeschichte – der Popularisierung – von Brentanos Ballade steht die Darstellung Niklas Vogts (1756–1836) aus dem Jahr 1811: „Dieser Lurelei, oder vielmehr sein Echo, soll die Stimme eines Weibes seyn, welche durch ihre außerordentliche Schönheit alle Männer bezaubert hat, nur den nicht, welchen sie selbst liebte.“ In einer Fußnote verweist Vogt auf Brentanos Gedicht.

### Clemens Brentanos Rheinmärchen
Das Thema der Loreley griff Brentano in seinen Rheinmärchen (1846/1847) wieder auf. Hier ist Loreley jedoch nicht mehr das Mädchen von Bacharach, sondern eine Feengestalt. In dem Märchen von dem Rhein und dem Müller Radlauf entsteht durch eine Tragödie während der Hochzeitszeremonie des Prinzen Rattenkahl von Trier mit der Prinzessin Ameleya von Mainz eine tiefe Feindschaft zwischen ihren beiden Königreichen. Im Verlauf der Geschichte erzählt ein Goldfischchen davon, seltsame Lichter gesehen zu haben mit einem wundersamen Schimmer, welche aus einer runden Öffnung im Boden gekommen seien. Der Wassermann unterhält sich darüber mit dem weißen Main und dem roten Main. Er erzählt, dass es sich hierbei um den Nibelungenhort handle. Der rote Main möchte wissen, wohin die sieben Gänge führen. Sie führten zu sieben goldenen Türen, hinter denen sich sieben Treppen befänden. Diese wiederum würden sich hinauf in einen Saal winden. Dort sitze auf sieben Thronen Lureley, neben ihr säßen ihre sieben Töchter. Lureley wird als Zauberin beschrieben, mit schönem Leib und klugem Sinn. Das schöne Schloss ist von schroffem Felsgestein umgeben und der Rhein braust wild vorbei. Lureley wird die Hüterin vom Hort (Nibelungenhort) genannt. Sie wacht und singt, sobald sie einen Schiffer hört. Frau Lureley wird hier als eine Tochter der Phantasie beschrieben. Sie ist die Tochter von Phantasie und Widerhall. Einige ihrer Kinder werden namentlich erwähnt. Es sind Echo, Akkord und Reim.
Im weiteren Verlauf der Geschichte taucht Loreley erneut auf. Diesmal wird zum ersten Mal das Sinken eines Schiffs mit ihr in Verbindung gebracht. Auch das Motiv, dass eine Frau auf dem Felsen sitzt und sich das goldene Haar kämmt, taucht hier auf. Der Müller Radlauf erzählt von einem stürmischen Tag, an dem sie mit dem Boot auf dem Rhein fuhren. Er habe in den Felsen hinauf geschaut und eine wunderschöne junge Frau mit schwarzem Rock und weißem Schleier gesehen. Sie sei in tiefster Trauer gewesen und habe geweint, während sie ihr langes blondes Haar gekämmt habe. Dann gerät das Schiff in einen Strudel, dreht sich und wird mit einem Ruck hinab geschlungen. Radlauf versinkt in seinem Boot und gelangt auf dem Grund des Rheins zu einer Laube. Hier trifft er Lureley. Sie sitzt auf einer Wasserlilie und ist umgeben von sieben Jungfrauen, welche ihre Töchter sind. Lureley bemerkt ihn nicht und singt zusammen mit den Jungfrauen. Beschrieben wird sie als holdseliges Weib, welches Radlauf ganz in ihren Bann zieht. Sie ist eine schöne blonde Frau und hat eine überaus holdselige Miene. So nimmt sie Radlauf an die Hand und führt ihn herum. Das liebe blonde Wasserfräulein bringt ihn in den Raum seiner Ahnen, vier alter Greise. Lureley wird hier außerdem als liebe blonde Mutter beschrieben.
Später tritt eine weitere Frau Lureley auf. Sie ist zu Beginn eine junge Meerjungfrau, dann bedient sie sich des Äußeren eines hübschen Bauernmädchens, um Menschengestalt anzunehmen. Sie ist treu, denn sie kehrt dreimal zu ihrer großen Liebe Christel zurück, obwohl er sie dreimal betrogen hat. Auch die Mühlknappen und Lureleys Kinder haben sie betrogen. Schließlich hat sie drei ihrer Kinder verloren und lässt ihr letztes bei Christel zurück. Sie zieht sich in ihr Schloss, den Lureley-Felsen bei St. Goar, zurück und nimmt wieder die Gestalt einer Wasserjungfrau an. Hier wohnt sie dann mit Frau Echo und ihren sieben Töchtern und verwaltet das Schicksal der Toten. Alle Facetten der Liebe spielen hier eine Rolle, denn jede Tochter steht für eine Eigenschaft der Liebe: Herzeleid, Liebesleid, Liebeseid, Liebesneid, Liebesfreud, Reu und Leid, Mildigkeit. Sie ist eine wunderschöne milde Frau, welche jedoch ein gebrochenes Herz hat, weil sie oftmals von ihrem Liebsten und ihren Lieben betrogen wurde. Lureley sitzt oft traurig auf ihrem Felsen bei ihrem Schloss, weint, singt und kämmt sich ihr langes blondes Haar. Wenn sie von vorüber fahrenden Schiffern verhöhnt wird, zieht sie diese in den Tod hinab.
Noch ein weiteres Mal taucht eine Lureley in der Geschichte auf. Diesmal ist sie ein umherreisendes Wasserfräulein. Sie wird als schön, gut und freundlich beschrieben und trägt sehr schöne Kleider. Ihr Haar ist lang und blond. Lureley kann daraus Perlen und Gold regnen lassen und auch andere Zauber tun. Guten Menschen hilft sie gerne, böse hingegen verurteilt sie. Die Haare kämmt sie sich hier nicht selber, sondern lässt dies ein Mädchen verrichten. Lureley ist eine helfende, liebevolle Wasserfrau.

### Heinrich Heines Lied von der Loreley

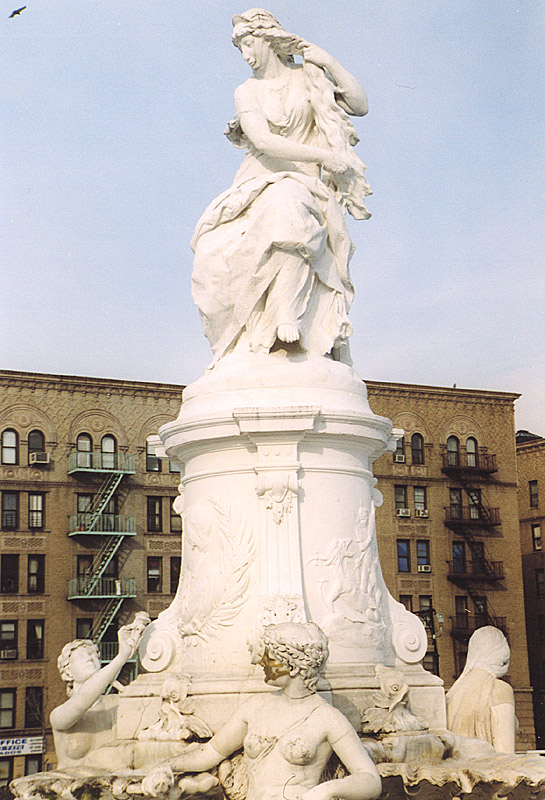
Loreley auf dem Heinrich-Heine-Denkmal in der Bronx

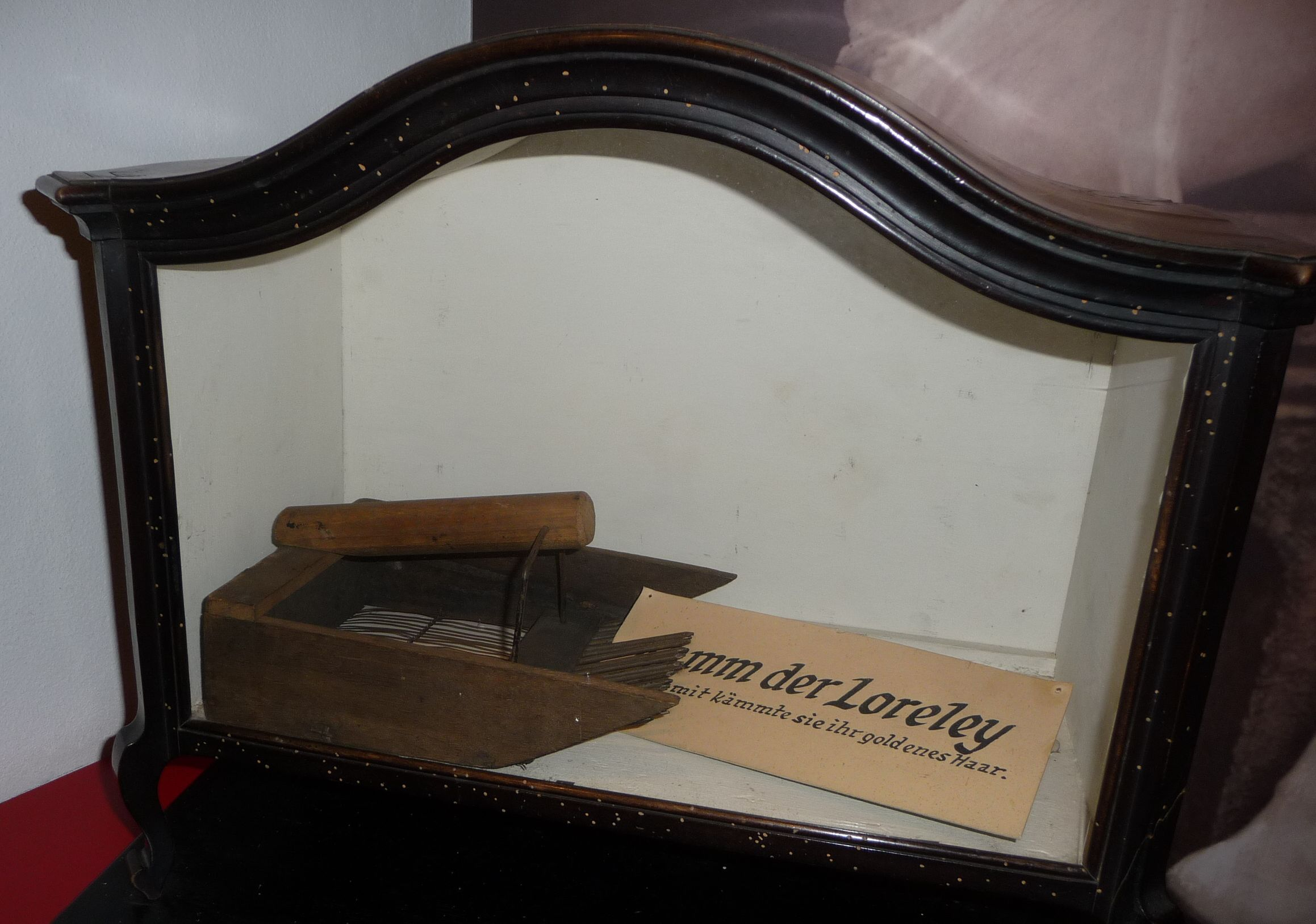
Karl Valentins Kamm der Loreley

Heinrich Heine griff das Thema im Jahr 1824 in seinem wohl bekanntesten Gedicht auf, das unter dem Titel Die Lore-Ley in die Literaturgeschichte einging. Verbreitung fand es vor allem durch die Vertonung von Friedrich Silcher (1837). Heine benutzte Motive und Darstellungsmittel der Romantik und des Volkslieds, um diese durch Akkumulation und durch Übertreibung, auch durch übersteigertes Pathos zu ironisieren und sich auf diese Weise zu distanzieren. Die Verbindung von Eitelkeit, Verführbarkeit und Vergänglichkeit weist auf die Wiederbelebung der Vanitas-Motive in der Romantik. Heines Lore-Ley wurde lange Zeit, vor allem im 19. Jahrhundert, als sentimentales Volkslied rezipiert.
Die Nationalsozialisten konnten das Gedicht während ihrer Herrschaft wegen seiner Popularität nicht verbieten, verleugneten aber die Autorenschaft Heinrich Heines wegen seiner jüdischen Herkunft, indem sie es einem „unbekannten Dichter“ geschichtsverfälschend zuschrieben.
Im 19. Jahrhundert entstanden neben der populären Liedfassung Silchers über vierzig weitere. So wurde das Gedicht 1841 und in überarbeiteter Fassung 1856 von Franz Liszt unter dem Titel Die Loreley (Searle 273) als Lied für Klavier und Singstimme vertont; zusätzliche Arrangements für Singstimme und Orchester hat Liszt im Jahr 1860 (Searle 369) sowie für Klavier solo im Jahr 1861 (Searle 532) erstellt. Es ist mit seiner Tonmalerei und seiner differenzierten szenischen Stimmungsschilderung nicht mit Silchers schlichter Volksweise vergleichbar. Auch Clara Schumann vertonte den Text im Jahr 1843 als Lied für Klavier und Singstimme.

### Sagenversionen
- Ludwig Bechstein: Lurlei[15] (digital auf sagen.at), Die verfluchte Jungfer[16] (digital auf zeno.org)

### In weiteren Medien

#### Gemälde
- Bild des Felsens Lurley aus J.F. Dielmann, A. Fay, J. Becker (Zeichner): F.C. Vogels Panorama des Rheins, Bilder des rechten und linken Rheinufers, Lithographische Anstalt F.C. Vogel, Frankfurt 1833.

#### Skulptur

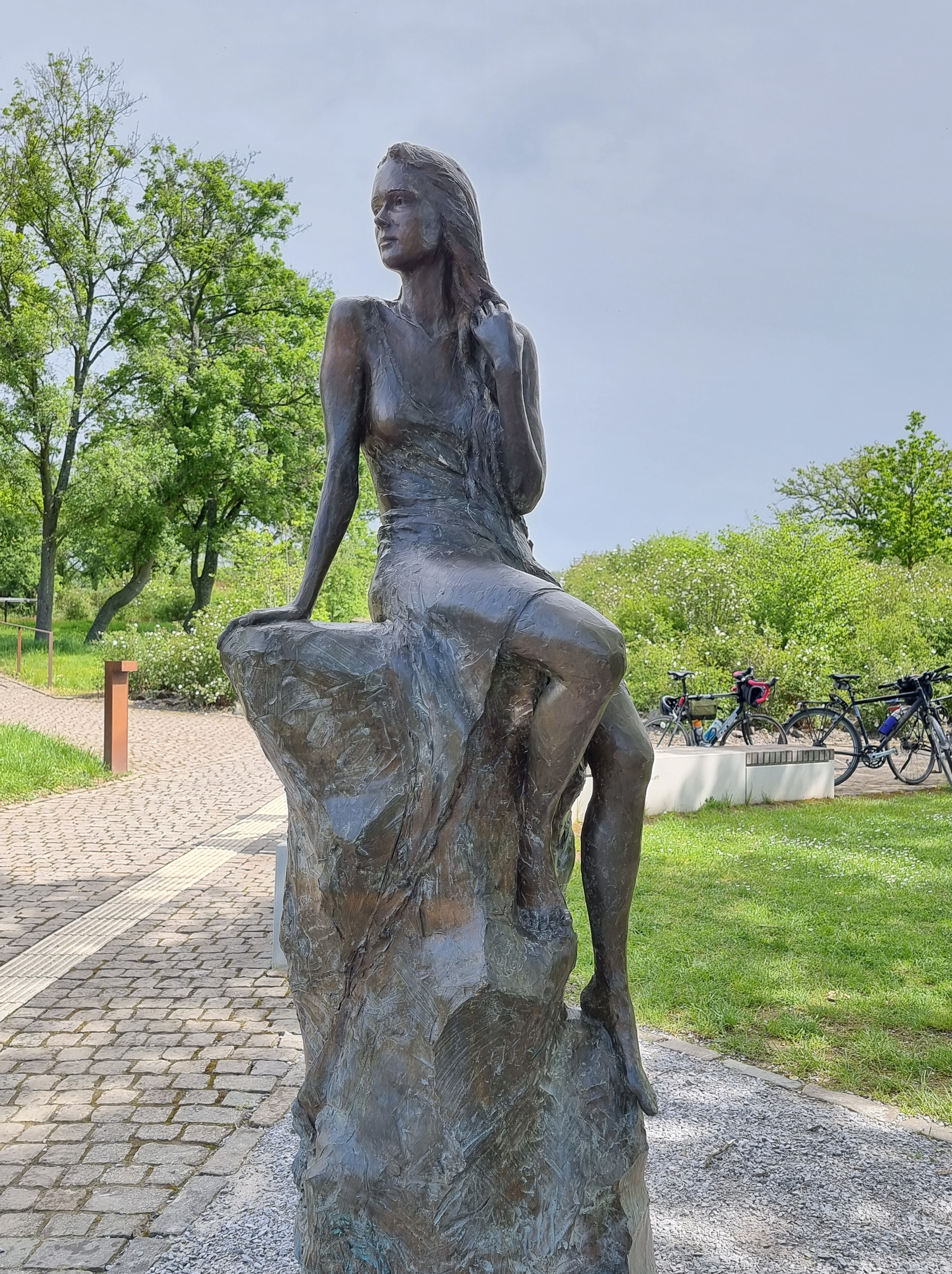
„Loreley“ der Künstlerin Valerie Otte

Am 17. April 2023 wurde auf dem Loreleyfelsen am Endpunkt des Strahlenwegs eine neue Bronzeskulptur der Berliner Künstlerin Valerie Otte enthüllt. Die Figur ist 2,20 m hoch und zeigt eine sitzende, leicht bekleidete langhaarige junge Frau auf einem Stein. Bewohner der Verbandsgemeinde hatten zuvor darüber abgestimmt, welche der neu geschaffenen Skulpturen aufgestellt werden soll.

#### Philatelistisches
Mit dem Erstausgabetag 1. Oktober 2020 gab die Deutsche Post AG in der Serie Sagenhaftes Deutschland eine Sondermarke mit dem Motiv Loreley im Nennwert von 80 Eurocent heraus. Der Entwurf stammt vom Grafiker Thomas Steinacker aus Bonn.

#### Adaptionen des Loreley-Stoffs
- Felix Mendelssohn Bartholdy plante eine Oper über das Sujet (Op. 98, unvollendet).
- Mary Koch (d. i. Marie Leinweber) schreibt 1884 eine Rheinsage in elf Gesängen mit dem Titel Loreley. Stuttgart, Barth, 1884.
- Der Berliner Komponist Paul Lincke brachte im Jahr 1900 eine Operette unter dem Titel Fräulein Loreley heraus.
- Max Bruch, Alfredo Catalani, Hans Sommer, Fredrik Pacius und William Vincent Wallace komponierten Opern mit dem Titel Loreley zu diesem Thema.
- Schostakowitsch vertonte Brentanos Ballade in einer Nachdichtung von Apollinaire im 3. Satz seiner 14. Sinfonie.
- Lenny E. Hoffmann komponierte 1993 das Musical Loreley mit dem London Symphony Orchestra und Chris Kempers als Loreley. Von Mai bis September 1993 wurde das Musical auf der Freilichtbühne Loreley aufgeführt.
- Lene Voigt persiflierte den Stoff mit ihrem Gedicht De Säk’sche Lorelei.
- Die Folk-Punk-Gruppe The Pogues, die US-Band Styx, der Roxy-Music-Spinoff The Explorers und die englische Rock-Band Wishbone Ash veröffentlichten Stücke mit dem Titel „Lorelei“.
- Auch verschiedene Mittelalterbands schrieben Lieder über die Loreley, unter ihnen die Bands Schandmaul („Das Seemannsgrab“) und Die Streuner (Die Ballade der Loreley, Vertonung von Clemens Brentanos Ballade, sowie Handstand auf der Loreley, eine heitere Vertonung von Erich Kästners Gedicht). Die Musikband Theatre of Tragedy schrieb ebenfalls ein Lied mit dem Titel Lorelei, das die Loreley besingt, ebenso die amerikanische Mittelaltergruppe Blackmore’s Night.
- Der Münchner Komiker Karl Valentin nahm eine Persiflage des Loreley-Liedes auf. Darin beklagt die Loreley vor allem die kalten Winde oben auf dem Felsen.
- Loreley, zwischen 1955 und 1963 vom surrealistischen Künstler Edgar Ende gemaltes Bild (Öl auf Leinwald).
- In dem Album der Scorpions Sting in the Tail befindet sich auch ein Titel „Lorelei“.
- Die Gruppe Dschinghis Khan hatte 1981 mit dem Schlager Loreley einen Charthit, der bis auf Platz 6 anstieg und sich insgesamt 22 Wochen hielt.[19] Die hessische Band Adam und die Micky’s wiederum veröffentlichte 1982 eine humoristische Coverversion dieses Dschingis Khan Songs mit dem Titel Lore leih mer e Ei (Loreley).[20]
- Kai Meyer verfasste 1998 mit seinem Werk Loreley einen mittelalterlichen Schauerroman.
- Achim Reichel nahm seine Version der Silcher-Vertonung für sein 2002 erschienenes Album „Wilder Wassermann“ auf.
- Der 2019 von der Industrial-Metal-Band Lord of the Lost veröffentlichte Song Loreley beschäftigt sich mit der weiblichen Sagengestalt Loreley, deren Aufgabe es ist, die Toten aus der irdischen Welt ins Reich der Seelen zu leiten.
- In der Star-Trek-Serie Raumschiff Enterprise gibt es eine Episode namens Das Lorelei-Signal. Darin werden Raumschiffe von einem Signal, das einer singenden Frauenstimme ähnelt und bei Männern erotische Visionen hervorruft, in eine Falle gelockt.

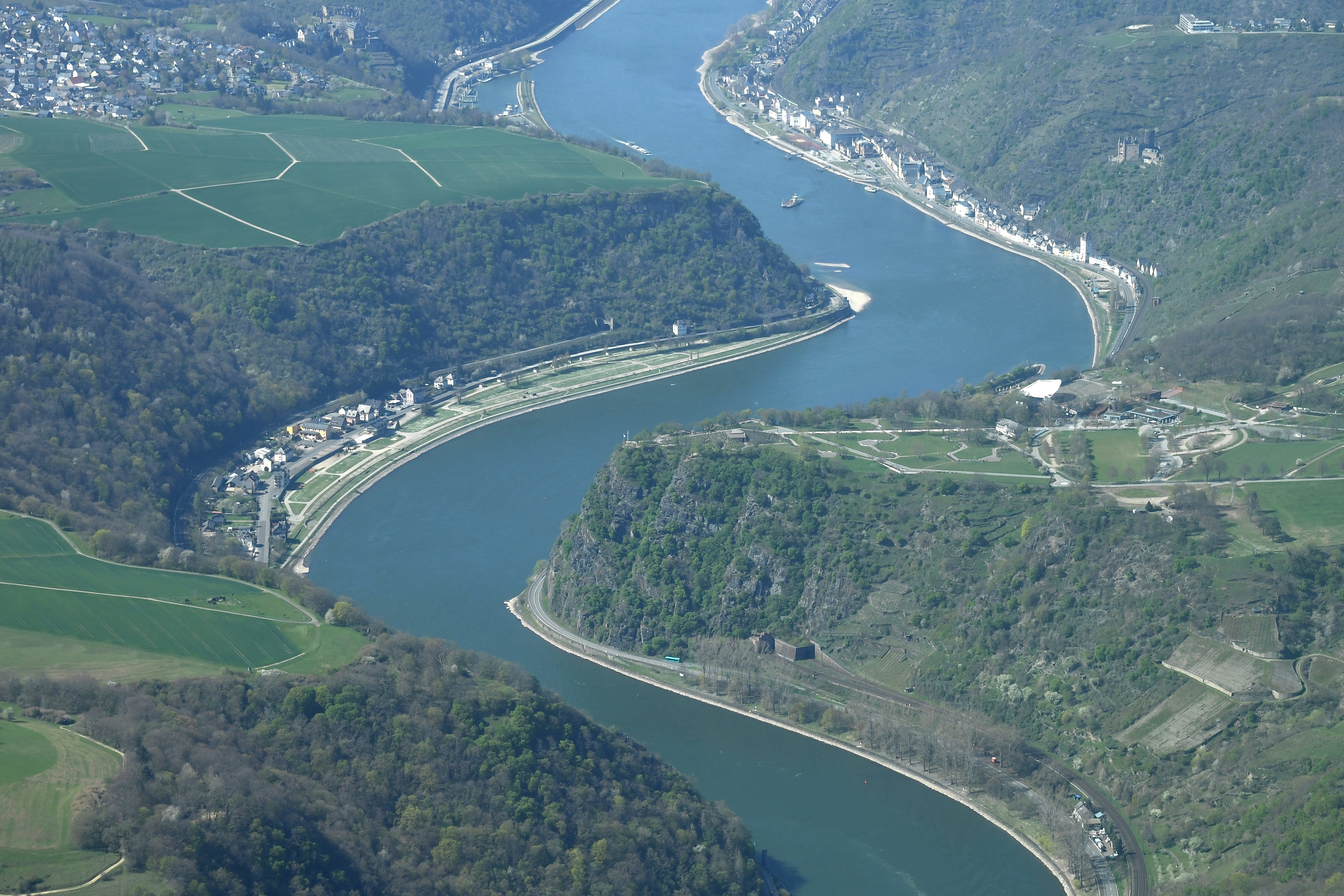
Luftbild der Loreley (2021)
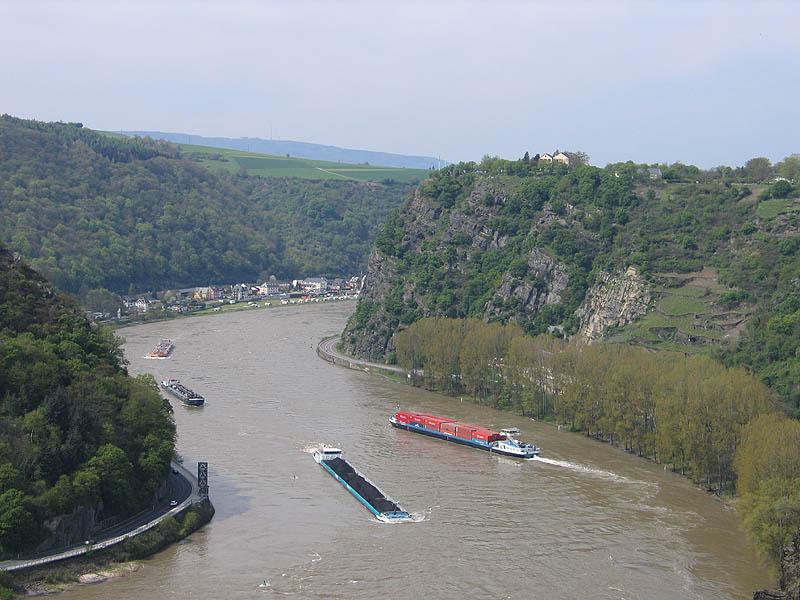
Loreley vom südöstlich gelegenen Spitznack (2005)
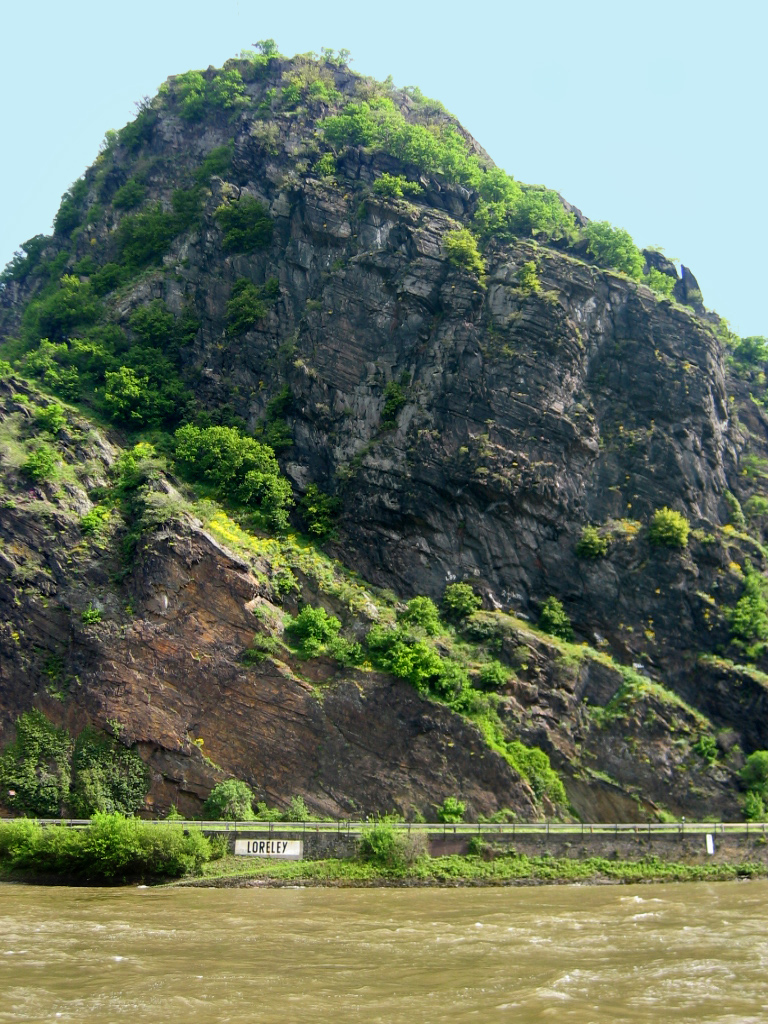
Anblick vom gegenüberliegenden Rheinufer (2005)
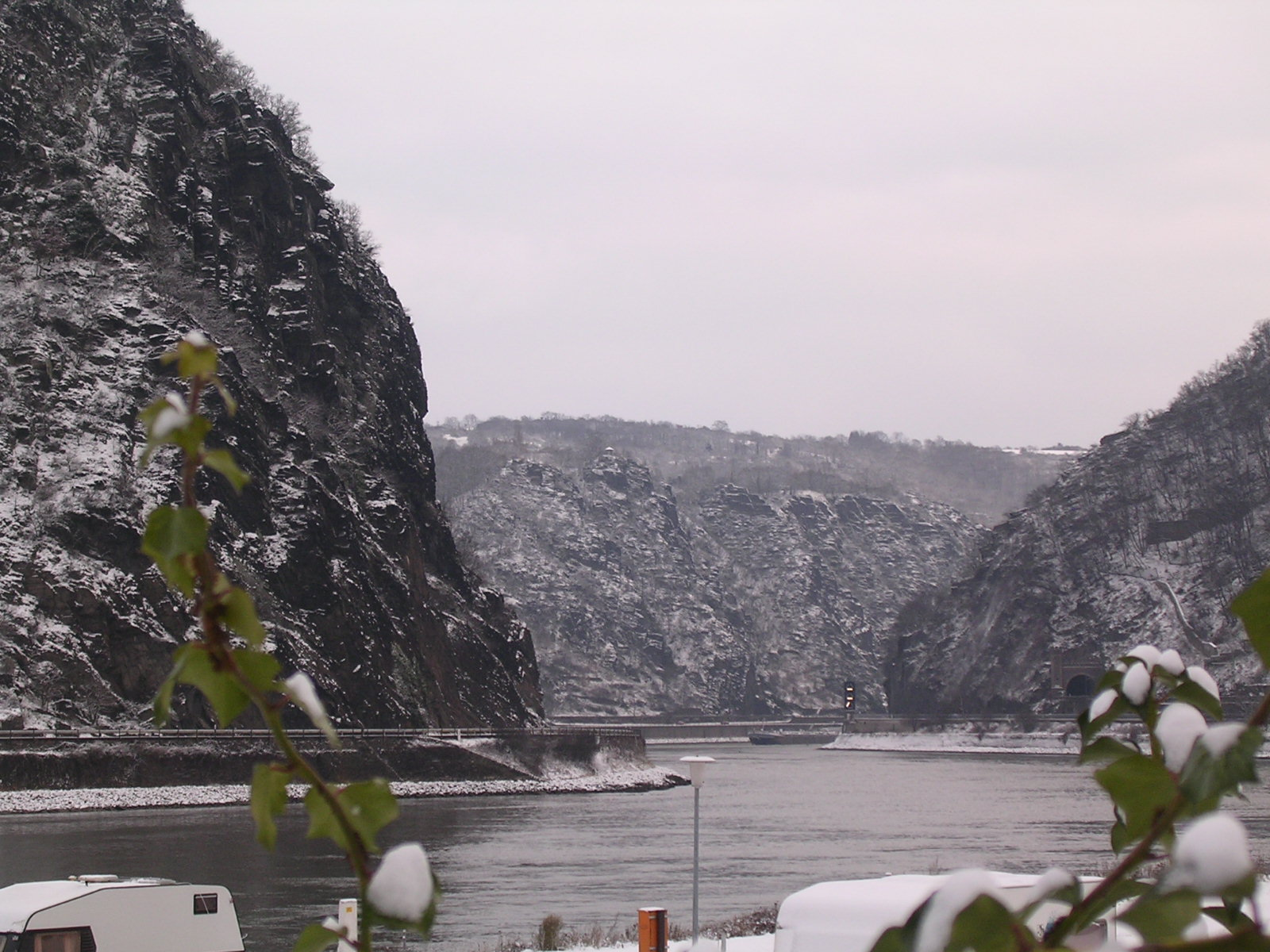
Loreleyfelsen im Winter (2005)
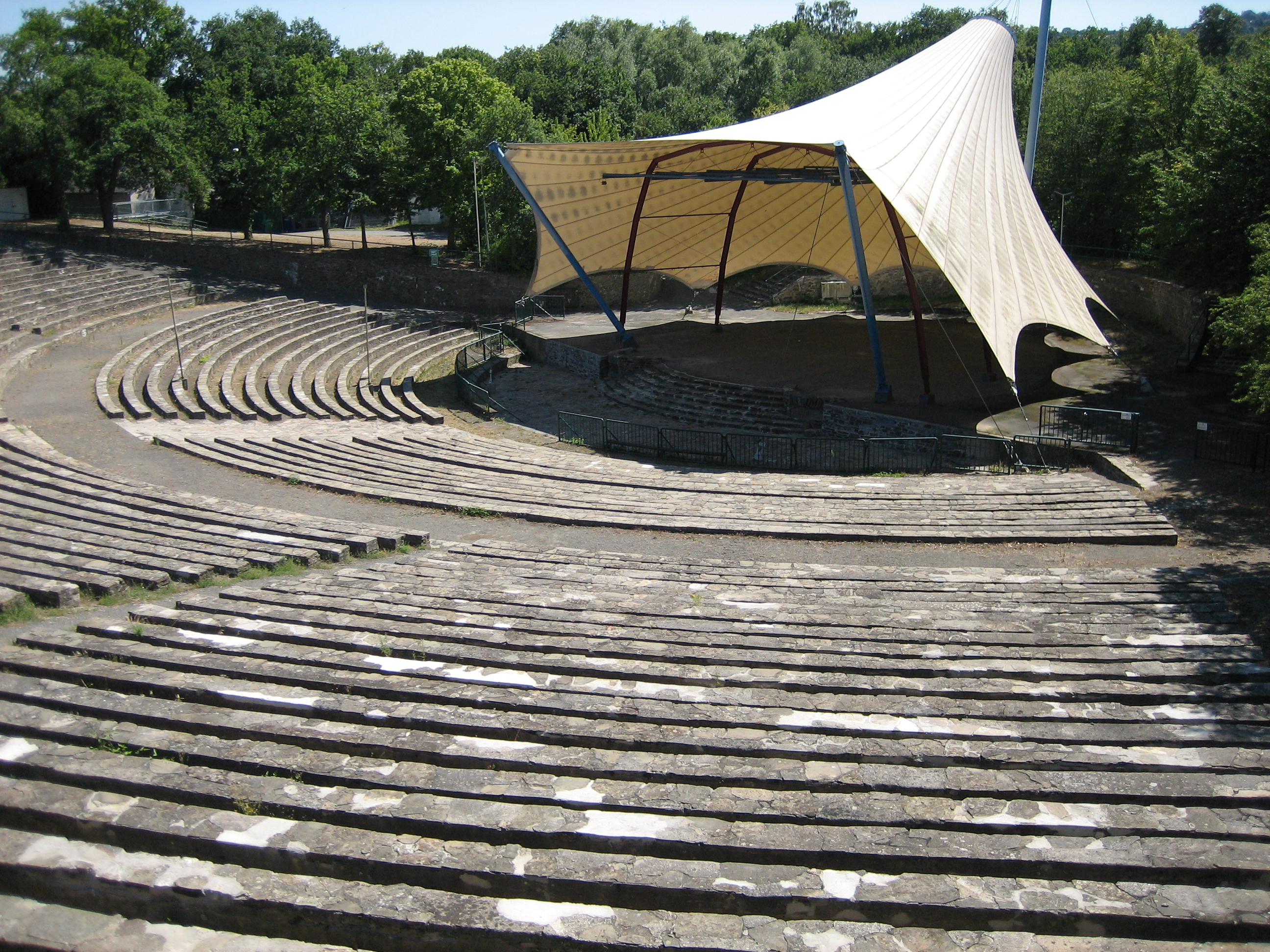
Freilichtbühne (2006)
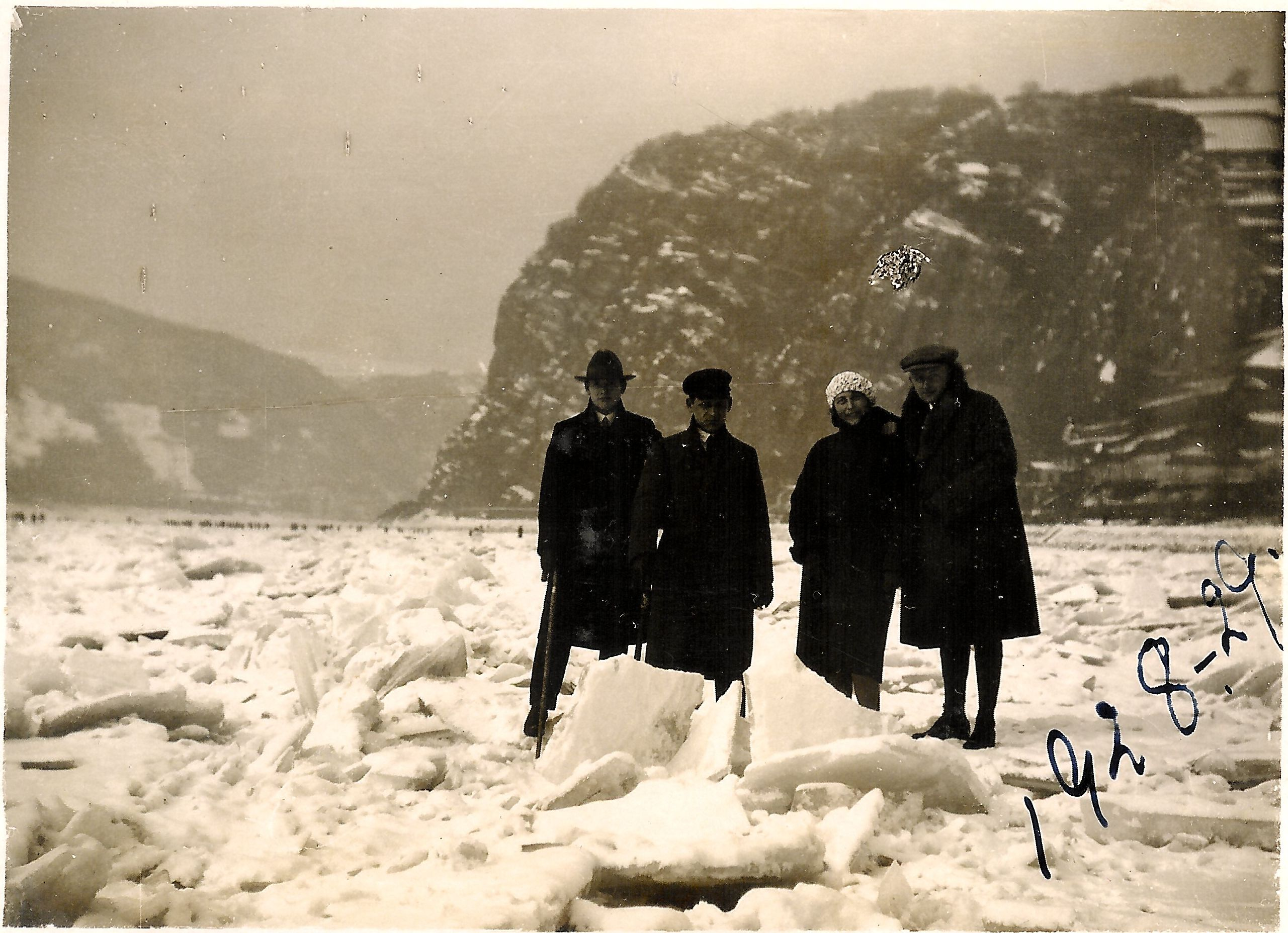
Eisstau an der Loreley im Winter 1928/29